# National Pulse Memorial
Le National Pulse Memorial est un mémorial national américain désigné comme tel en 2021. Il commémore les victimes de la fusillade du 12 juin 2016 à Orlando, en Floride.